# Isabel Parasole
Isabela Parasole (ca. 1570 – ca. 1620), nacida en Roma (Italia) con el nombre de Isabella, Isabel Parasole Catanea fue una grabadora y talladora de madera de finales del siglo XVI y comienzos del XVII. Sus diseños de encaje fueron muy bien conocidos y le dieron fama. Su labor se ubica hacia finales del manierismo y los inicios del barroco .

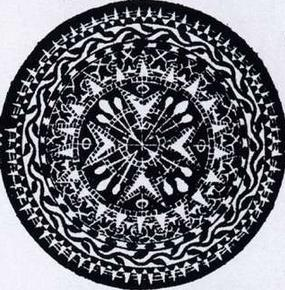
Diseño para encaje, del folio "Lavori di Ponto Reticella", del libro Il Teatro delle nobili et virtuose donne, 1620, en la colección de la Biblioteca Houghton, Universidad de Harvard, Cambridge

Desarrolla su vida profesional y personal en Roma, ciudad de la que nunca se muda. Al casarse con Leonardo Norsini, también de Roma y grabador, el marido adoptó el apellido de su Isabella para así ganar más distinción. La hermana de Isabel, Geronima Parasole, también era grabadora y realizó una xilografía de la Batalla de los Centauros de Antonio Tempesta. Isabel se encargó de ejecutar cortes de plantas para el herbario publicado bajo la dirección de Federico Cesi, de Acquasparta. Además, en 1597 publica Studio delle Virtuose Dame, una obra que dedica a Juana de Aragón y Cardona (1575-1608), y en 1616 se publicó El Teatro delle nobili e virtuose donne, dove si representano varii disegni di lavori novamente..., una obra donde se recoge trabajos de encaje y bordado con cortes ornamentales que grabó de sus diseños propios. Dedicó ese libro a Isabel de Francia (1602-1644).
Con Leonardo Norsini tuvo un hijo, Bernardino Parasole, quien fue también grabador y se convirtió en pintor al conocer a Giuseppe Cesari, de quien fue su alumno.

## Carrera
A Parasole le pidieron que se hiciera cargo de las ilustraciones para el Herbario Nuovo de Castore, el que llegó a ser muy popular y se reimprimió muchas veces. Fue Leonardo, quien creó los bloques de madera que utilizó para imprimir sus ilustraciones en la publicación. Para crear estos diseños, Isabel Parasole se inspiró en los tratados botánicos más destacados de la época, principalmente Il discorsi y De historia stirpum commentarii insignes.
Isabel era una artista con mucha creatividad. Así, se tomó la libertad de modificar de las representaciones típicas de cada planta. Algunas de sus ilustraciones incluían personas, mientras que otras consistían en plantas dentro de un jardín o una maceta. También agregó animales, colinas y otros factores ambientales para mostrar su originalidad y habilidad.
Su Herbario Nuovo capturó el interés del Príncipe Frederico Cesi, quien le encargó hacer las imágenes para su Rerum medicarum Novae Hispaniae thesaurus.  Las ilustraciones de Parasole en esta obra compilada por el príncipe Cesi y otros tenían cierta familiaria con el Herbario Nuovo.
Para este trabajo, ella se inspiró mayormente en el jardín botánico del Príncipe Cesi de Acquasparta. Muchos de sus diseños en sus libros de encaje consistían en estampados florales que probablemente provenían de este jardín. Aunque Parasole diseño muchas ilustraciones para Prince Cesi, ninguna ha sido recuperada. Los libros de diseños de encaje de Isabel Parasole se encuentran en el Museo Metropolitano de Arte de Nueva York donde también han sido objeto de exhibición.
Isabel es considerada una de las primeras diseñadoras de patrones textiles. Antonio Fachetti publicó su libro Spechio delle Virtuose Donne, considerado el primer libro de patrones diseñado por una mujer. Es considerada una pionera en su campo, el trabajo de Parasole fue asombroso. Demostró una inmensa comprensión de la composición del encaje con el que sus lectores trabajarían y seguirían sus diseños originales.